# Диліжанс (фільм, 1939)
«Диліжанс» (англ. Stagecoach) — американський фільм 1939 року, поставлений режисером Джоном Фордом, який заклав основи естетики фордівського вестерна. Це перший вестерн, знятий Фордом в Долині монументів і перший з його фільмів з Джоном Вейном у головній ролі. «Диліжанс» створено за оповіданням «Карета в Лордсбург» Ернеста Гейкокса. Прем'єра стрічки відбулася 15 лютого 1939 року в Лос-Анджелесі. Фільм отримав сім номінацій на премію «Оскар», але переміг лише в двох категоріях .
У 1995 році «Диліжанс» було занесено до Національного реєстру фільмів Бібліотеки Конгресу США, як один з найвизначніших американських фільмів.

## Сюжет
1880-ті роки. Диліжанс під управлінням Бака виїжджає з Тонто, маленького техаського містечка, і вирушає до Лордсбурга через небезпечну територію, де орудують апачі під проводом Джеронімо. На борту диліжанса знаходяться: Док Бун, лікар, алкоголік і філософ; Пікок, бродячий торговець віскі, заляканий городянин, що везе з собою саквояж зі зразками товару; повія Даллас, вигнана з міста Тонто тамтешніми благочестивими пані; Гетфілд, професійний гравець-мешканець півдня; Люсі Меллорі, вагітна дружина офіцера, що їде до чоловіка; Гейтвуд, банкір з Тонто, що втік з 50 000 казенних грошей; нарешті, шериф Кучерявий Вілкокс, що розшукує Рінго Кіда, «людину поза законом», якого знають і люблять усі в окрузі. Рінго теж сідає в диліжанс на виїзді з Тонто — і Вілкокс негайно бере його під арешт. Насправді Вілкокс, старий друг батька Рінго, хоче перешкодити йому поїхати до Лордсбурга на вірну погибель. Рінго має твердий намір розправитися там з трьома братами Пламмерами, помстившись за смерть батька і брата.

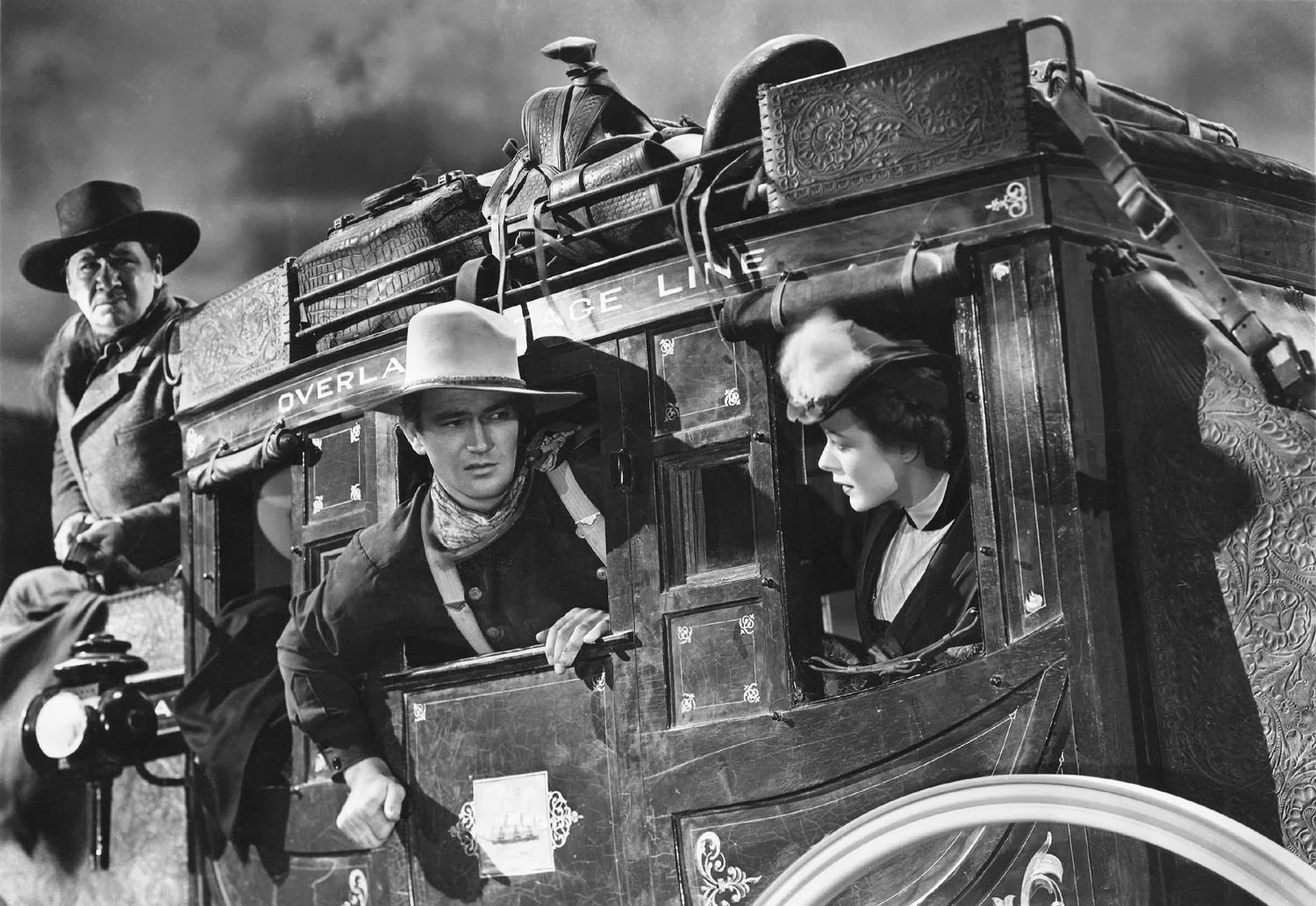
Кадр з фільму

Першу зупинку диліжанс робить в Драй-Форк. Військовий конвой, що супроводжував диліжанс, тепер повинен їхати в інший бік. Майже усі пасажири диліжанса, за винятком Бака і Пікока, голосують за те, щоб продовжити шлях без охорони. Друга зупинка в Апач-Веллз. Люсі Меллорі дізнається, що її чоловіка поранено. Вона непритомніє і в неї починаються перейми: вона успішно народжує дівчинку ― за допомогою Дока, який заздалегідь проганяє хміль неабиякою кількістю кави. Даллас доглядає за дитиною. Бун і Даллас, два ізгої в групі, поступово знову заслуговують повагу супутників, на що неабиякою мірою впливає Рінго, який залицяється до Даллас і освідчується їй в коханні. Усі погоджуються з тим, що дні два доведеться почекати, поки Люсі Меллорі не набереться сил. І тільки банкір Гейтвуд вимагає негайного від'їзду. Залишившись наодинці, він нарешті замовкає і, щоб якось загладити невигідне враження, пропонує докторові випити, але той відмовляється. Диліжанс знову вирушає в дорогу.
Індіанці спалили міст, і коні йдуть через річку убрід. У диліжансі Пікок поранений стрілою, але рана не смертельна. Індіанці атакують і довго переслідують диліжанс. Бак легко поранений, Гетфілд гине, останньою кулею рятуючи життя Люсі Меллорі. Помираючи, він устигає сказати Люсі, що він її рідний брат, що збився з праведного шляху. Кавалерійський загін приходить на допомогу і рятує тих, хто залишились живими. У Лордсбурзі банкір потрапляє під арешт. Телеграф полагодили швидше, ніж він розраховував. Рінго просить шерифа дати йому кілька хвилин; той, бачачи наполегливість Рінго, відпускає його на побачення з Пламмерами. На темній міській вулиці починається поєдинок, з якого Рінго виходить живим, убивши усіх ворогів. На околиці містечка Рінго Кід прощається з Даллас. Вірний своєму слову, він повинен сісти до в'язниці. Але трапляється неймовірне: шериф, підійнявши з дороги камінчик, кидає його в коней і, здригнувшись, вони рушають. У возі від'їжджають з Лордсбурга щасливі Даллас і Рінго Кід.

## В ролях
| Джон Вейн       | ···· | Рінго Кід               |
| Клер Тревор     | ···· | Даллас                  |
| Джон Керрадайн  | ···· | Гетфілд                 |
| Томас Мітчелл   | ···· | доктор Джозайя Бун      |
| Енді Девайн     | ···· | Бак                     |
| Доналд Мік      | ···· | Семюел Пікок            |
| Луіза Плетт     | ···· | Люсі Меллорі            |
| Тім Голт        | ···· | лейтенант Бленчерд      |
| Джордж Бенкрофт | ···· | шериф Кучерявий Вілкокс |
| Бертон Черчілл  | ···· | Генрі Гейтвуд           |
| Том Тайлер      | ···· | Генк Пламмер            |
| Кріс Пін Мартін | ···· | Кріс                    |
| Френсіс Форд    | ···· | Біллі Піккет            |

## Сценарій
З приводу сценарного рівня фільму існує багато суперечних думок. Сценарій Дадлі Николса, «підрихтований» Беном Гектом, оснований на новелі Ернеста Гейкокса «Карета в Лордсбург». Сам режисер пізніше стверджував, що при створенні фільму його надихав більш відоміший твір з явними сюжетними перекличками — «Пампушка» Мопассана. У американського класика Брета Гарту також є оповідання на схожу тему.
Для свого часу «Диліжанс» був дуже незвичайним вестерном. Традиційні для жанру сцени погоні та перестрілок були урівноважені замальовками типажів, що населяли фронтир в середині XIX століття. Психологічне опрацювання персонажів надало фільму «низького» жанру респектабельну подібність з екранізаціями літературної класики XIX століття, між якими в Голлівуді 1930-х було прийнято розподіляти найпрестижніші кінонагороди. Характерний актор Томас Мітчелл за роль захмілілого доктора був удостоєний «Оскара».

## Підготовка до знімання

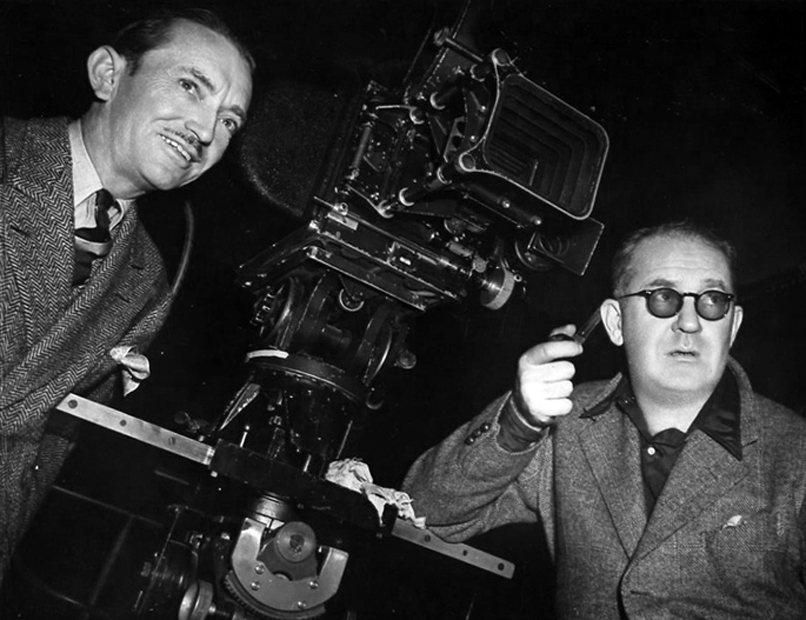
Оператор Берт Гленнон і Джон Форд на зніманні «Диліжансу»

«Диліжанс» не характерний для студійної епохи в тому сенсі, що спочатку був авторським проєктом «короля вестерну» Джона Форда, який до початку знімання майже десятиліття працював в інших кіножанрах. В оповіданні Гейкокса він побачив можливість повернути вестерну втрачений лиск вдумливого і «якісного» жанру. Для цього треба було заручитися відповідним бюджетом, що було непросто, оскільки вестерни того часу проходили у великих студіях по розряду малобюджетних пригодницьких фільмів.
Викупивши права на екранізацію оповідання і доручивши написання сценарію Ніколсу, Форд ще у 1937 році спробував зацікавити проєктом Девіда Селзніка. Через його зайнятість виробництвом «Віднесених вітром» і затримок з початком знімання Форд перейшов на іншу незалежну студію, що належала Вальтеру Вангеру. Останній наполягав на тому, щоб головні ролі зіграли визнані зірки Гері Купер і Марлен Дітріх, проте Форд навідріз відмовився йти на поступки. В ролі Рінго він бачив лише Джона Вейна, який перестав вважатися перспективним актором після провалу вестерну «Велика стежка» (1930).
Після переговорів з Фордом студія Вангера все-таки дала проєкту «зелене світло», хоча і відчутно урізувала його фінансування. При цьому Форду було поставлено умову, що на всіх афішах великим шрифтом буде вказано не маловідомого Вейна, а популярну в ті роки актрорку Клер Тревор. Прийнявши цю умову, режисер представив Вейна (свого давнього протеже і друга) на кіноекрані пізніше за інших акторів, і притому в гранично ефектній манері. Деякі з характерних акторів перекочували в «Диліжанс» з попереднього фільму Форда, «Ураган» (де групі людей також загрожує неминуча катастрофа).

## Знімання фільму

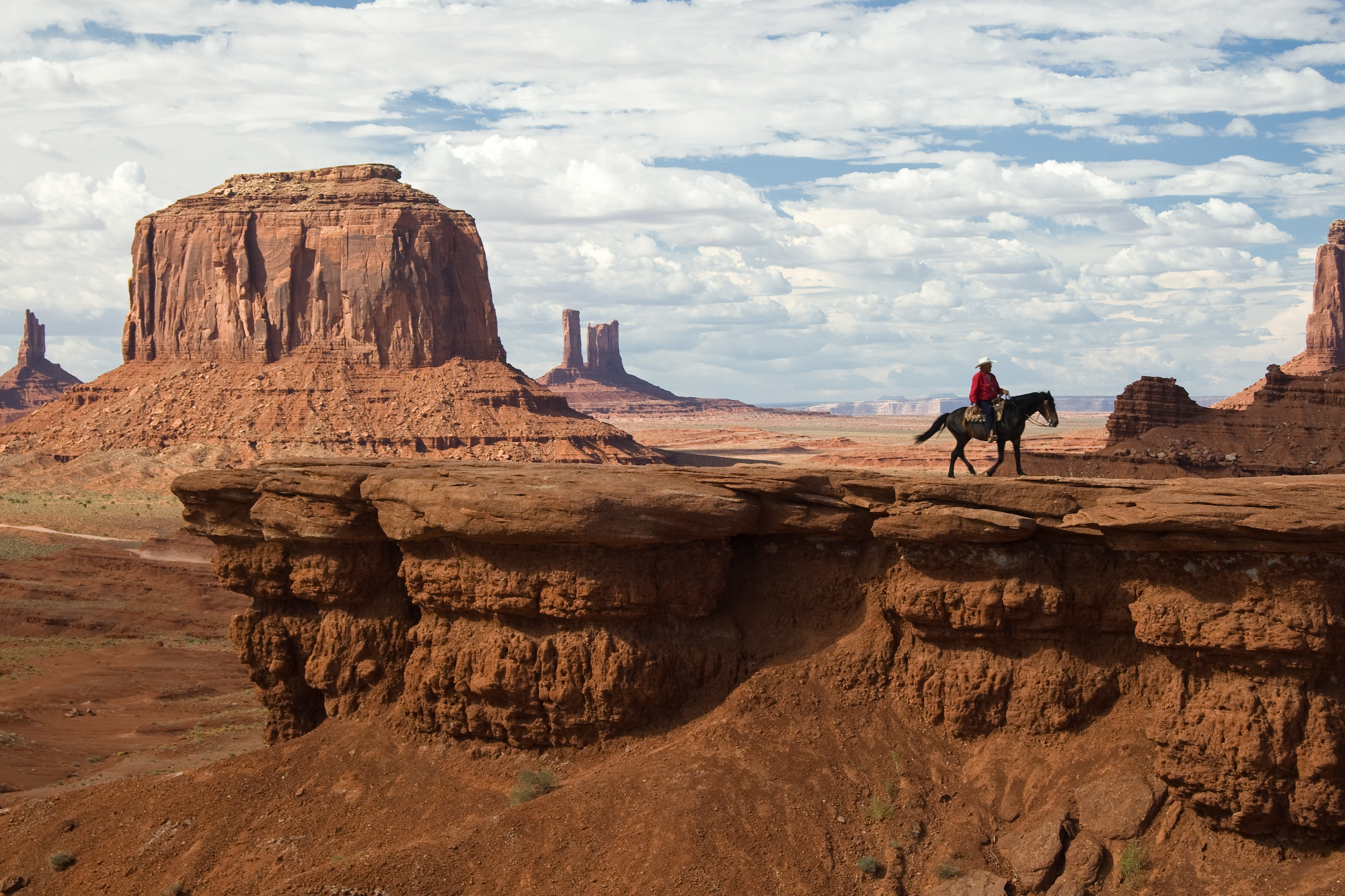
Як пейзажний фон Джон Форд вибрав розташовану за сотні миль від Каліфорнії долину Монументів, до якої раніше не добирався ніхто з голлівудських кінематографістів

За спостереженням кінознавця Дейва Кера, центральна тема руху до свободи (від лицемірної західної цивілізації до безкрайніх просторів неосвоєного континенту) виявлена творцями фільму через «візуальне протиставлення клаустрофобії інтер'єрів (віз, станції) з широчінню долини Монументів». У епоху, коли у більшості студійних фільмів використовувалися мальовані ландшафтні задники, природні фони американських прерій надавали стрічці Форда достовірності, а кадру — незвичної глибини. Форд наполягав на тому, щоб інтер'єри знімалися в крихітних приміщеннях із справжніми стелями (у студійних приміщеннях стель не було), тому операторові доводилося освітлювати сцени потужними прожекторами з вікон і дверей.
Сцени погоні індіанців за диліжансом (і особливо стрибки людини з одного запряженого в диліжанс коня на іншого) є унікальними для свого часу. У цих сценах Джона Вейна дублює каскадер Якима Кенутт, що серйозно злякав режисера падінням з коня під час здійснення знаменитого стрибка. Критикам, яким сцена погоні здалася занадто довгою і неправдоподібною, Форд відповідав: «Чому індіанці не стріляють по конях? Якби вони це зробили, фільм би відразу закінчився». Окрім цього, режисер давав і серйозніші роз'яснення: «Коні цікавили індіанців більше, ніж блідолиці. Коні були їм потрібні. Крім того, індіанці дуже погано стріляли на скаку».

## Прокат і подальша доля
Жак Лурселль
Як і інші вангерівські фільми, «Диліжанс» вийшов у прокат під егідою United Artists і несподівано приніс студії солідні касові збори. Для домашнього перегляду «Диліжанс» довгий час був доступний тільки в копіях низької якості. 2010 року після цифрової (комп'ютерною) реставрації «Диліжанс» вийшов на DVD у рамках проєкту Criterion Collection. При реставрації за основу була прийнята плівка, знайдена в особистій колекції Джона Вейна.
«Диліжанс» став віхою в розвитку жанру вестерну і шанованим зразком жанру на десятиліття вперед. Його заведено вважати першим вестерном класичного типу. Форду вдалося вивести вестерн з розряду дешевої пригодницької «кіномакулатури» в число респектабельних жанрів, що претендують на узагальнення з приводу історичного розвитку Америки. Саме участь у фільмі «Диліжанс» зробила Джона Вейна «обличчям» вестерну і зіркою американського кіно. Орсон Веллс стверджував, що навчився знімати кіно, понад 40 разів переглянувши «Диліжанс»; цей фільм Форда також особливо виділяють Інгмар Бергман і Умберто Еко.
Фільм проходить тест Бекдел завдяки неодноразовому спілкуванню героїнь Люсі Меллорі і Даллас.

## Нагороди
| Нагороди та номінації фільму «Диліжанс» | Нагороди та номінації фільму «Диліжанс» | Нагороди та номінації фільму «Диліжанс» | Нагороди та номінації фільму «Диліжанс»                    | Нагороди та номінації фільму «Диліжанс» | Нагороди та номінації фільму «Диліжанс» |
| Рік                                     | Кінофестиваль/кінопремія                | Категорія/нагорода                      | Номінант                                                   | Результат                               |                                         |
| --------------------------------------- | --------------------------------------- | --------------------------------------- | ---------------------------------------------------------- | --------------------------------------- | --------------------------------------- |
| 1939                                    | Національна рада кінокритиків США       | ТОП-10 фільмів                          | Диліжанс                                                   | Включення                               |                                         |
| 1939                                    | Спільнота кінокритиків Нью-Йорка        | Найкращий режисер                       | Джон Форд                                                  | Перемога                                |                                         |
| 1940                                    | Премія «Оскар»                          | Найкращий фільм                         | Диліжанс                                                   | Номінація                               |                                         |
| 1940                                    | Премія «Оскар»                          | Найкраща режисура                       | Джон Форд                                                  | Номінація                               |                                         |
| 1940                                    | Премія «Оскар»                          | Найкраща чоловіча роль другого плану    | Томас Мітчелл                                              | Перемога                                |                                         |
| 1940                                    | Премія «Оскар»                          | Найкраща операторська робота            | Берт Гленнон                                               | Номінація                               |                                         |
| 1940                                    | Премія «Оскар»                          | Найкраща робота художника-постановника  | Олександр Толубофф                                         | Номінація                               |                                         |
| 1940                                    | Премія «Оскар»                          | Найкраща музика                         | Річард Гейгман, В. Френк Гарлінг, Джон Лейпольд, Лео Шакен | Номінація                               |                                         |
| 1940                                    | Премія «Оскар»                          | Найкращий звуковий монтаж               | Ото Ловерінг, Дороті Спенсер                               | Номінація                               |                                         |
| 1995                                    | Національний реєстр фільмів             | Національний реєстр фільмів             | Диліжанс                                                   | Включення                               |                                         |
| 2011                                    | Ойлайн асоціація кіно та телебачення    | Зал слави фільмів                       | Диліжанс                                                   | Включення                               |                                         |

## Ремейки
- Диліжанс (фільм, 1966)
- Диліжанс (фільм, 1986) — телефільм за участю зірок кантрі (Віллі Нельсон, Джоні Кеш, Кріса Крістоферсон, Вейлон Дженнінгс)